# Batalla de Lafelt
La batalla de Lafelt se libró el 2 de julio de 1747 en Lafelt, principado de Lieja (actualmente en Bélgica) en medio del campo de Haspengouw. La batalla formó parte de la guerra de sucesión austriaca, en la que lucharon de un lado Francia con el apoyo del España, Prusia y Baviera, y de otro lado la coalición del archiduque de Austria con la república de las Provincias Unidas, Rusia y el Gran Bretaña. Ambos se disputaban la dominación de los Países Bajos austriacos.

## Antecedentes
El principado de Lieja, donde se encuentra el campo de batalla, trató de mantener su neutralidad pero los franceses codiciaban la ciudad de Maastricht, cerca de Lafelt, considerada como la puerta de entrada a la república neerlandesa. A veces se habla, pues, también la batalla de Maastricht.
En 1746 el ejército francés inició la invasión de los Países Bajos austriacos, tomó sucesivamente Bruselas, Amberes, Mons, Charleroi y Namur, y derrotó a los aliados en la batalla de Rocourt. Con el inicio de la invasión del sur de las Provincias Unidas, el cargo de stadhouder se convirtió en hereditario, en manos de Guillermo IV de Orange Nassau, transformando la república en monarquía.

## Desarrollo táctico

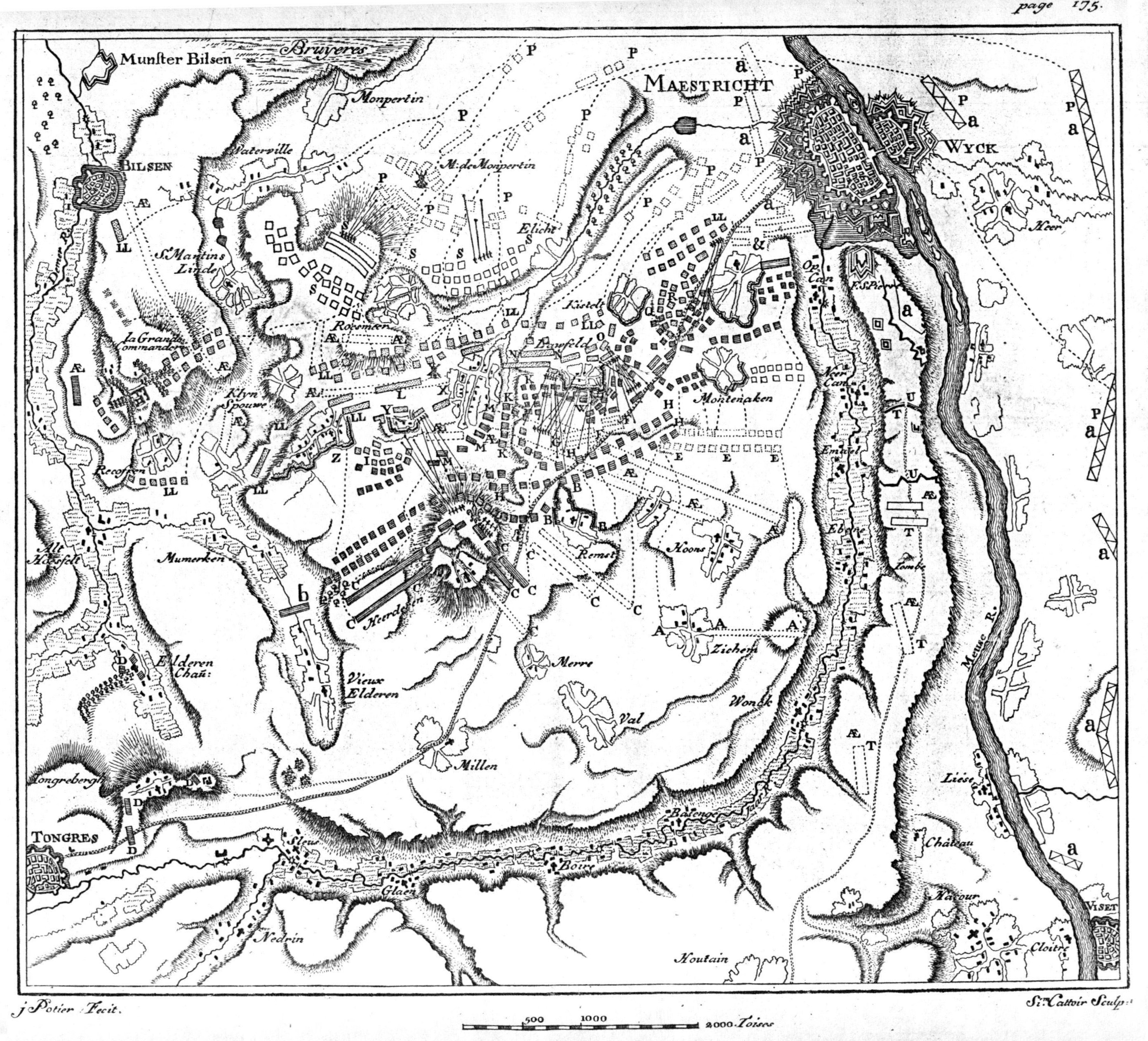
Mapa de la batalla de Lafelt.

El ejército francés, unos 80 000 hombres, dirigido por Mauricio de Sajonia ocupó las alturas de Herder, un lugar estratégico para crear un frente en Vroenhoven, hacia Genoelselderen. La coalición austriaca, 60 000 hombres, al mando de Guillermo Augusto, duque de Cumberland, ocupó un frente en Rijkhoven, Rosmeer, Hees y Kesselt, situando a los holandeses en el centro, los austriacos a la derecha y los ingleses a la izquierda.
Cumberland se enfrentaba a todo el ejército francés, pero aún ponía más en peligro sus posibilidades de éxito el hacer caso omiso del general John Ligonier, quien aconsejó ocupar y fortificar una línea de aldeas en toda la parte delantera del ejército aliado. Al igual que en la batalla de Rocoux, los austriacos de la derecha, a las órdenes de Károly József Batthyány, se negaron a moverse a campo abierto contra el flanco izquierdo francés, mientras que los holandeses huían, dejando el peso de la batalla a los británicos. Los pueblos cambiaron de manos varias veces hasta que los franceses dominaron el campo. Una gran columna francesa obligó a los 10 000 soldados británicos y de Hesse a retirarse del pueblo de Lafelt por última vez.
Cumberland reorganizó a los holandeses y británicos para un contraataque, pero la caballería holandesa se deshizo por una carga de los fusileros franceses, y huyó ante la caballería francesa, desorganizando a la infantería que había en su retaguardia. La caballería francesa atravesó el centro aliado. Los franceses comenzaron a avanzar a su vez sobre el flanco izquierdo aliado, amenazando con la aniquilación de la infantería británica. El general Ligonier, por propia iniciativa, dirigió la caballería en unas cargas que salvaron al ejército. Ligonier fue capturado junto con cuatro estandartes mientras cubría la retirada de los aliados con una carga. Para no dejar nada al enemigo, los aliados incendiaron Vlijtingen y Lafelt de manera preventiva.
La batalla de Lafelt fue la batalla con más caballería de la Guerra de Sucesión Austriaca, con más de 15 000 jinetes, cargando y contracargando. Después de la contienda, la coalición austriaca se retrajo. Murieron unos 17 000 soldados y 3100 caballos.

## Consecuencias

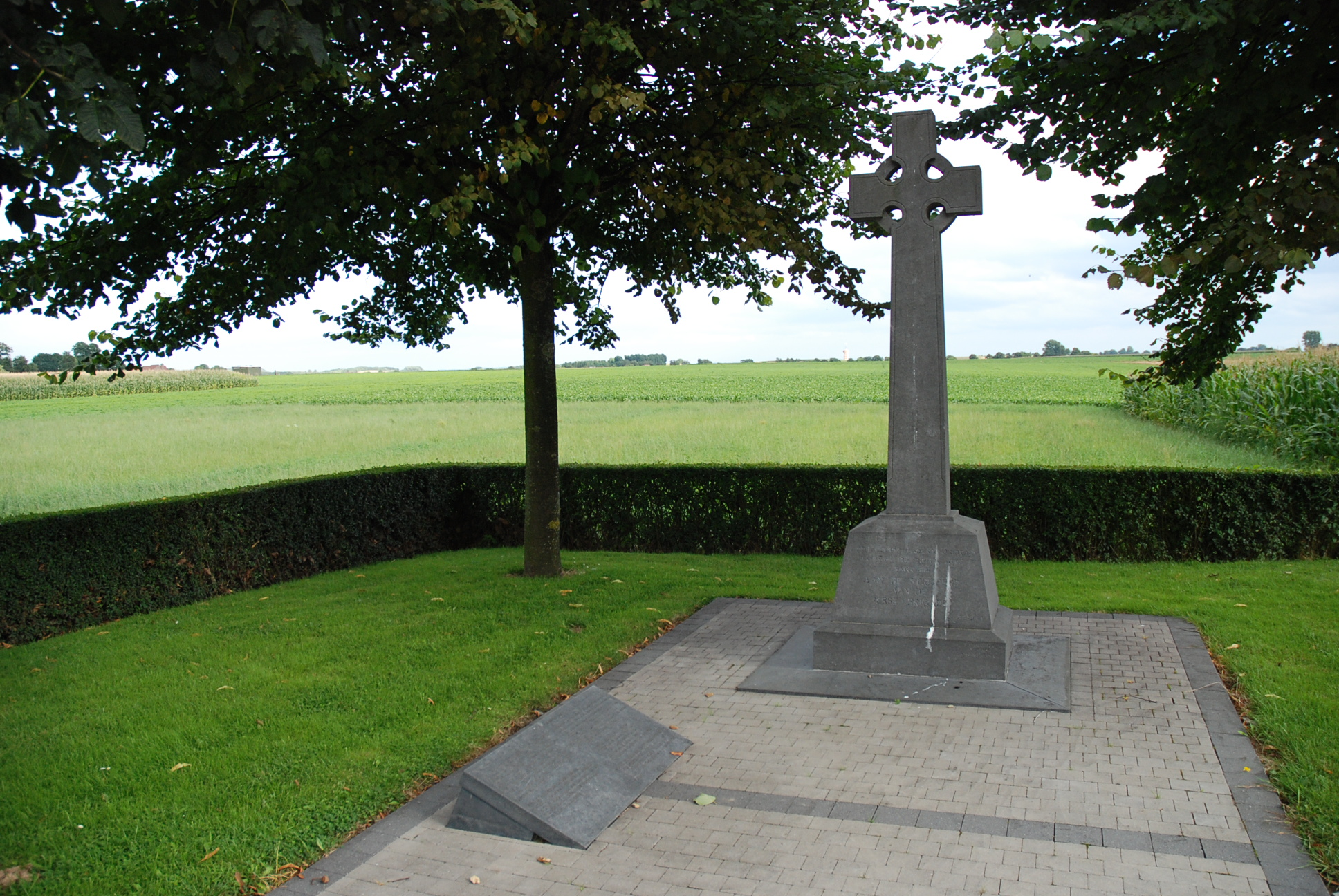
La cruz irlandesa.

El ejército francés pudo reorganizarse y conquistar el 17 de septiembre la ciudad de Bergen op Zoom y finalmente, el 7 de mayo de 1748, la ciudad de Maastricht. Sin embargo, a consecuencia del Tratado de Aquisgrán (1748), Francia tuvo que evacuar los territorios ocupados. Una brigada irlandesa luchó a lado de los franceses esperando el apoyo de Francia en la lucha contra la ocupación inglesa. En 1964, la Cork City Choral Society donó una cruz irlandesa para recordar este acontecimiento.

### Citas
1. 1 2 3  Stanhope, Philip Henry. History of England from the Peace of Utrecht to the Peace of Aix-la-Chaoelle (en inglés). pp. 527-529. Consultado el 1 de marzo de 2014.
2. 1 2  Skrine, Francis Henry (1906). Fontenoy and Great Britain's Share in the War of the Austrian Succession 1741-48 (en inglés). Londres, Edimburgo. p. 331.
3. 1 2  Skrine, Francis Henry (1906). Fontenoy and Great Britain's Share in the War of the Austrian Succession 1741-48 (en inglés). Londres, Edimburgo. p. 332.
4. ↑  Rosebery, Archibald (2008). Chatham, His Early Life and Connections (en inglés). Read Books. Consultado el 1 de marzo de 2014.
5. ↑  Lamberts, Emiel. History of the Low Countries (en inglés). J. C. H. Blom. Consultado el 1 de marzo de 2014.